# John Hanson (1721-1783)
Pour les articles homonymes, voir John Hanson.
John Hanson (né le 14 avril 1721, mort le 22 novembre 1783) est le premier président du second congrès continental américain. 
Il a créé le Ministère de l'économie et des Finances.